# Mansa (album)
Pour les articles homonymes, voir Mansa (homonymie).
Albums de MHD
19
(2018)
Mansa est le troisième album studio du rappeur français MHD, sorti le 16 juillet 2021 sous les labels Universal, Capitol, Artside.

## Genèse
Le 27 mai 2021, MHD sort le premier extrait Afro Trap Part. 11 (King Kong) qui annonce son retour après son incarcération pour homicide volontaire dont il est sorti le 16 juillet 2020.
Le 23 juin 2021, il dévoile la sortie de son 3e album studio Mansa.
À la veille de la sortie de l'album, il publie Pololo avec le rappeur français Tiakola.
L'album sort le 16 juillet 2021 et contient des collaborations avec Naira Marley, Adekunle Gold et Tiakola.
Le 10 octobre 2022, l'album est certifié disque d'or.

## Analyse
Le titre Tout gâcher évoque l'affaire judiciaire en cours dans laquelle il est accusé du meurtre de Loïc Kamtchouang : « J'avais des projets qui rapportent, mais le poto a tout gâché. (...) J'devais remplir mon Bercy, pardon maman j'ai tout gâché. (...) J'ai un peu l'démon au fond d'moi. ».
Le titre se veut néanmoins optimiste : « Ils ont perdu la tête et disent qu'il n'y a plus d'espoir (...) Le salon sera rempli d'Or, t'inquiète pas c'est pas gâté  », en référence aux disques d'Or.

## Liste des titres
| Mansa | Mansa                             | Mansa              | Mansa                       | Mansa | Mansa | Mansa | Mansa | Mansa | Mansa |
| No    | Titre                             | Auteur             | Compositeur(s)              | Durée |       |       |       |       |       |
| ----- | --------------------------------- | ------------------ | --------------------------- | ----- | ----- | ----- | ----- | ----- | ----- |
| 1.    | Petit cœur                        | MHD                | Dany Synthé, Junior Alaprod | 3:21  |       |       |       |       |       |
| 2.    | Elle                              | MHD                | Osha                        | 3:15  |       |       |       |       |       |
| 3.    | Pololo (feat. Tiakola)            | MHD, Tiakola       | Washy, StillNas             | 3:15  |       |       |       |       |       |
| 4.    | Beyoncé                           | MHD                | S2keyz                      | 3:30  |       |       |       |       |       |
| 5.    | Afro Trap, Part. 11 (King Kong)   | MHD                | S2keyz                      | 2:34  |       |       |       |       |       |
| 6.    | Jamais                            | MHD                | Dany Synthé                 | 2:37  |       |       |       |       |       |
| 7.    | Fiesta (feat. Naira Marley)       | MHD, Naira Marley  | S2keyz                      | 2:46  |       |       |       |       |       |
| 8.    | Tudo Bem                          | MHD                | Jeoffrey Dandy, Wiki        | 2:56  |       |       |       |       |       |
| 9.    | FNR                               | MHD                | Sany San                    | 2:25  |       |       |       |       |       |
| 10.   | Thieba                            | MHD                | Dany Synthé                 | 3:18  |       |       |       |       |       |
| 11.   | Sagacité                          | MHD                | DSK, Sany San, Josh         | 3:09  |       |       |       |       |       |
| 12.   | Illimité                          | MHD                | Matt Waro                   | 2:40  |       |       |       |       |       |
| 13.   | Wonder Mama (feat. Adekunle Gold) | MHD, Adekunle Gold | S2keyz                      | 3:16  |       |       |       |       |       |
| 14.   | Tout gâcher                       | MHD                | DJ Wills                    | 2:50  |       |       |       |       |       |
| 15.   | 9 min                             | MHD                | S2keyz                      | 9:00  |       |       |       |       |       |
| 50:55 |                                   |                    |                             |       |       |       |       |       |       |

## Titres certifiés en France
- Afro Trap, Part. 11 (King Kong)  Diamant[6]
- Pololo (feat. Tiakola)  Platine[7]

## Clips vidéos
- Afro Trap, Part. 11 (King Kong) : 27 mai 2021
- Pololo (feat. Tiakola) : 14 juillet 2021
- Sagacité : 17 novembre 2021

## Classements
| Classements (2021)       | Meilleure position |
| ------------------------ | ------------------ |
| France (SNEP)            | 27                 |
| Canada (Canadian Albums) | 197                |